# 諸世紀

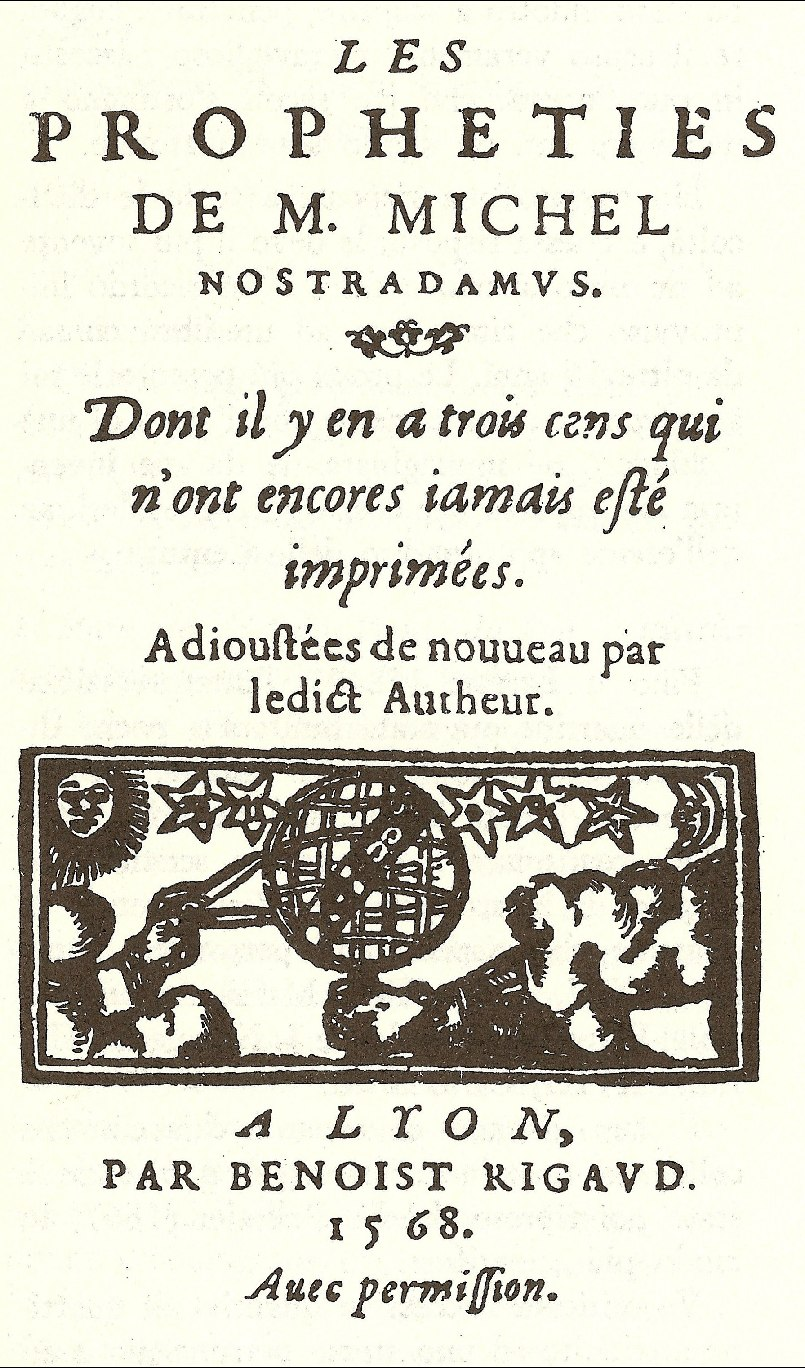
《諸世紀》封面

《諸世紀》（法語：Les Prophéties，又譯《百詩集》）是法國醫生諾斯特拉達姆斯的預言集，第一版於1555年由Macé Bonhomme出版社出版。他最有名的作品是一部四行詩集，由十組詩句（「世紀」）組成，每組100行。
第一版包括三個完整的《世紀》和53首四行詩。書的開頭是一篇序言，是給兒子塞薩爾的一封信，之後是《世紀》本身。第二版於同年出版，與第一版略有不同。
第三版於1557年出版，收錄了前一版的全文，並增補三個《世紀》。第四版在作者過世兩年後，即1568年出版。這是第一版收錄全部十個《世紀》以及第二篇序言，即《致亨利二世國王的信》（Letter to King Henry II）。不過，第七個世紀的第55至100行從未完成。
第一版英文版名為《亨利二世的醫生米歇爾·諾斯特拉達穆斯的真實預言或預言 弗朗西斯二世和查理九世的醫生米歇爾·諾斯特拉達穆斯 法國國王》（The True Prophecies or Prognostications of Michael Nostradamus, Physician to Henry II. Francis II. and Charles IX. Kings of France），由托馬斯·拉特克利夫和納撒尼爾（Thomas Ratcliffe and Nathaniel）於1672年在倫敦出版。
這些預言沒有按時間順序排列，是用法語、希臘語、拉丁語和奧克語寫成的。據信，書中包含變位符、神話和占星術參考資料，語言主觀，難以理解。一些學者聲稱，這是諾斯特拉達姆斯用來躲避神聖宗教裁判所的資料，因為他害怕因異端而受到迫害。
大部分四行詩都與災難有關，諾斯特拉達姆斯因相信自己有預測未來的能力而聲名大噪。

## 來源
- Leoni, E., Nostradamus and His Prophecies (Wings, 1961–82)
- Lemesurier, P., The Nostradamus Encyclopedia (Godsfield/St Martin’s, 1997)
- Lemesurier, P., Nostradamus – The Illustrated Prophecies (O Books, 2003)
- Wilson, I., Nostradamus: The Evidence (Orion, 2002)/ Nostradamus: The Man Behind the Prophecies (St Martin's 2007)

## 外部連結
- Full text of the Letter to King Henry II in English （页面存档备份，存于）
- Facsimiles of original editions from 1568 onwards 的存檔，存档日期2008-12-31.